# Гексафторогерманат рубидия
Гексафторогерманат рубидия — неорганическое соединение, комплексный фторид металлов германия и рубидия с формулой Rb2[GeF6], бесцветные кристаллы, слабо растворимые в воде.

## Получение
- Растворение фторида рубидия и оксида германия(IV) в плавиковой кислоте:

{\displaystyle {\mathsf {2RbF+GeO_{2}+4HF\ {\xrightarrow {}}\ Rb_{2}[GeF_{6}]+2H_{2}O}}}

## Физические свойства
Гексафторогерманат рубидия образует бесцветные кристаллы тригональной сингонии, пространственная группа P 3m, параметры ячейки a = 0,582 нм, c = 0,479 нм, Z = 1.